# Cristóbal Pascual y Genís
Cristóbal Pascual y Genís (1823-1881) fue un abogado, político y periodista español, diputado a Cortes durante el Sexenio Democrático. 

## Biografía
Nacido en Valencia el 27 de febrero de 1823, ejerció los cargos de diputado a Cortes, senador, fiscal del Tribunal Supremo y presidente del Ateneo Científico, Literario y Artístico de Valencia. Formó parte del Partido Progresista y, más adelante, ya durante el Sexenio, del Partido Radical Progresista. Colaboró periódicos valencianos como La Esmeralda (1844), El Valenciano, El Radical, El Eco Literario (1848), El Fénix, El Libre Comercio (1849), o La Nación, así como de El Porvenir de Sevilla (1850) y El Justicia (1855). Falleció el 17 de diciembre de 1881.